# Guerre hispano-américaine
Ne doit pas être confondu avec Guerre hispano-sud-américaine.
 (avril 2009).
Si vous disposez d'ouvrages ou d'articles de référence ou si vous connaissez des sites web de qualité traitant du thème abordé ici, merci de compléter l'article en donnant les références utiles à sa vérifiabilité et en les liant à la section « Notes et références ».
Batailles
Théatre atlantique :

Cuba :
- Cardenas (1re)
- Cardenas (2e) (en)
- Cardenas (3e)
- Cienfuegos (1re)
- USS Merrimac
- Baie de Guantanamo (en)
- Fort Toro
- Cienfuegos (2e) (en)
- Las Guasimas
- Manzanillo (1re) (en)
- Tayacoba (en)
- Aguadores (en)
- El Caney
- San Juan
- Manzanillo (2e) (en)
- Aguacate
- Santiago de Cuba (1re)
- Santiago de Cuba (2e)
- Manzanillo (3e) (en)
- Baie de Nipe (en)
- Manimani (en)
- Manzanillo (4e) (en)

Porto Rico :
- Campagne de Porto Rico (en)
- San Juan de Porto-Rico

Théatre pacifique :

Philippines :
- Baie de Manille
- Santa Cruz (en)
- Baler
- Manille (en)

Guam :
- Capture de Guam (en)

La guerre hispano-américaine, souvent désignée en Espagne sous le nom de désastre de 1898 (« Desastre del 1898 »), est un conflit armé qui se déroula d'avril à août 1898 entre les États-Unis d'Amérique et l'Espagne, et qui eut pour conséquence la confirmation (à la suite de la guerre d'indépendance cubaine) de l'indépendance de Cuba jusqu'en 1901, et la prise de contrôle d'anciennes colonies espagnoles dans les Caraïbes et l'océan Pacifique par les États-Unis d'Amérique.

## Contexte
À la fin du XIXe siècle, la position de l'Espagne en tant que puissance mondiale avait décliné. Elle ne possédait plus que quelques territoires dans l'océan Pacifique, l'Afrique et les Indes, la plus grande partie de son empire colonial avait acquis son indépendance, et un certain nombre des zones encore sous contrôle espagnol étaient susceptibles de le faire. Les guérillas opéraient dans les Philippines, et avaient été présentes à Cuba pendant des décennies où une guerre des Dix Ans entre 1868 et 1878 fut une première tentative de Cuba pour obtenir l'indépendance. Cette guerre dite « guerre de Dix Ans » fut déclarée lorsque le planteur cubain Carlos Manuel de Céspedes libéra ses esclaves et forma une armée. Ce mouvement fut suivi par 37 autres planteurs et donna naissance à la Constitution de la république de Cuba.
Vers 1894, le capital américain investi dans les plantations de canne à sucre et les raffineries de Cuba représente environ 50 millions de dollars américains, tandis que le commerce annuel entre les États-Unis et Cuba s'élève à une centaine de millions de dollars. Le sucre, qui constitue de loin le principal produit d’exportation, est principalement écoulé vers les États-Unis. Par ailleurs, un certain nombre d’adeptes du commodore Alfred Mahan, célèbre théoricien et stratège, voyaient dans cette île proche des États-Unis une zone propice à la création de bases navales.
Or, Cuba va connaître des troubles. Le petit peuple des peones y vivait déjà dans la misère, même au temps de la prospérité économique. Mais, après 1890, une série de difficultés rend leur situation encore plus intolérable : concurrence accrue du sucre de betterave européen, baisse du prix du sucre lors de la dépression de 1893 et surtout la réforme douanière Wilson-Gorman (en) (1894) qui augmentait de 40 % les droits de douane sur le sucre et faisait disparaître la position privilégiée du sucre cubain sur le marché américain. Étant donné que le sucre représentait 80 % des ressources de l’île, le résultat fut catastrophique. Les souffrances sociales qui en découlèrent et le mécontentement latent contre la domination espagnole — qui avait déjà conduit dans le passé à une série de révoltes, notamment en 1868-1878 —, provoqua en mars 1895 une rébellion qui fut le début de la guerre d'indépendance cubaine.
De part et d’autre, on fit preuve de cruauté. Le général espagnol Valeriano Weyler, à partir de février 1896, pratiqua une politique de regroupement forcé d’une grande partie de la population — y compris femmes, enfants et vieillards — derrière des fils de fer barbelé. Les conditions alimentaires et sanitaires étant absolument insuffisantes, des milliers de reconcentrados moururent dans ce qui a pu être apparenté aux camps de concentration de l'époque moderne. En deux ans, un huitième de la population, c’est-à-dire environ 200 000 personnes, succomba. De leur côté, les révoltés pratiquaient la politique de la terre brûlée, saccageant et détruisant les propriétés des partisans de l’Espagne et ravageant les plantations de sucre. Leur but était de provoquer la défaite des Espagnols en épuisant toutes leurs ressources.
L’opinion publique américaine, influencée du reste par les comités révolutionnaires cubains de New York, manifesta assez vite sa sympathie pour ceux qui luttaient pour leur indépendance. Certains journaux particulièrement avides de sensationnel, surtout le New York World de Joseph Pulitzer et le New York Journal de William Randolph Hearst, firent grand cas de la barbarie des Espagnols et de leur commandant en chef, Weyler, surnommé « le boucher ». Des journaux protestants — peut-être en partie par hostilité à l’égard des prêtres catholiques de Cuba —, ainsi qu’un certain nombre d’organes républicains et démocrates se déclarèrent partisans d’une intervention en faveur des insurgés pour des motifs purement humanitaires. D’autre part, des partisans de l’expansion tels Theodore Roosevelt, Henry Cabot Lodge ou Whitelaw Reid du New-York Tribune, réclamaient aussi une intervention.
On peut noter également que depuis les années 1880, les esprits américains étaient gagnés par le sentiment nouveau que les États-Unis ne pouvaient se contenter d’une aire d’influence circonscrite aux deux Amériques mais qu’ils étaient appelés à jouer un rôle de plus en plus grand sur la scène mondiale. En 1885, le révérend Josiah Strong publia un livre intitulé Our Country: Its Possible Future and Its Present Crisis (Notre pays : Son avenir possible et sa crise actuelle) qui en dix ans se vendit à 170 000 exemplaires dans le pays. L’auteur y exprimait la conviction que « la race anglo-saxonne », dont les États-Unis illustraient le plus parfaitement la supériorité, finirait par dominer le monde en vertu, précisait-il, du principe darwinien que « le plus apte survit ». Cinq ans plus tard, en 1890, Alfred Thayer Mahan, officier de marine et historien, fit paraître un ouvrage The Influence of Sea Power upon History, 1660-1783 (L’influence de la puissance maritime sur l’histoire – 1660-1783) où il développait l’idée que sans la maîtrise des mers et des océans, aucune nation ne pouvait accéder à la suprématie. Cette année-là, le Congrès votait la construction de trois navires de guerre. En mars 1895, le sénateur Henry Cabot Lodge publie un article retentissant intitulé Our Blundering Foreign Policy (Les cafouillages de notre politique étrangère). Selon lui, l’expansion territoriale était de première importance pour les États-Unis, notamment parce que « le commerce suit le drapeau » et qu’il fallait donc sensiblement accroître le nombre de bases navales et de vaisseaux. En outre, sa nomination au poste de Secrétaire d’État à la Marine en 1897 donne à Theodore Roosevelt la possibilité d’influer sur le cours des choses, lui qui écrivait la même année à un ami : « En toute confidence […], je verrais d’un bon œil n’importe quelle guerre car je pense que c’est ce dont le pays a besoin ».
Ces événements à Cuba coïncidaient aussi dans les années 1890 avec la lutte que se livraient les groupes de presse américains Hearst et Pulitzer pour accroître leur lectorat. Le style de Hearst, qualifié de « journalisme jaune », aurait pu supplanter celui de Pulitzer, et il utilisa le pouvoir de la presse pour influencer l'opinion américaine en faveur de la guerre. Malgré les documents attestant des atrocités commises dans l'île et la réalité d'une rébellion qui combattait le joug espagnol, Hearst fabriquait souvent des histoires ou les montait en épingle dans un langage hautement provocateur. Hearst publia des récits sensationnalistes sur les atrocités que les « Espagnols cruels » infligeaient aux « pauvres Cubains ». Scandalisés par « l'inhumanité » des Espagnols, les Américains étaient incités à demander une « intervention » que même les faucons les plus blasés, tel le jeune Theodore Roosevelt, auraient considérée comme une affaire réglée. Hearst est connu pour sa célèbre réponse à son illustrateur, Frederic Remington, qui estimait que les événements à la Havane ne justifiaient pas une guerre : « Vous fournissez les images, et je fournirai la guerre ».
En revanche, les journaux reflétant la pensée des milieux économiques ou financiers faisaient ressortir qu’une guerre compromettrait le rétablissement économique qui commençait à se manifester en 1897 et menacerait la stabilité monétaire basée sur l’étalon-or.
Étant donné l’aspect passionnel du débat et la nature de la lutte à Cuba, il ne fut pas facile pour le gouvernement américain de maintenir une position de neutralité. Le président Cleveland fit tout son possible pour ne pas se laisser entraîner dans une aventure, malgré les pressions du Congrès. Son successeur McKinley s’efforça de suivre la même politique de prudence. L’amorce d’une politique de réformes à Cuba par l’Espagne — renvoi de Weyler, obtention par les Cubains des mêmes droits politiques que les Espagnols, promesse d’une éventuelle autonomie interne — fut loin de satisfaire les révoltés, mais fut bien accueillie par le gouvernement américain et une partie de la presse. Le 6 novembre 1897, le Washington Post titrait : « Pas de guerre avec l’Espagne. Tout porte à croire à la paix. » Une série d’incidents allait pourtant faire monter la tension entre les États-Unis et l’Espagne.

## Montée de la tension

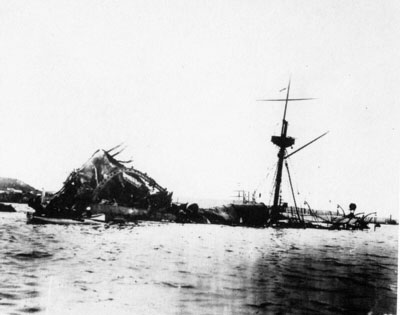
L'USS Maine, coulé dans le port de La Havane.

En janvier 1898, l'USS Maine est détaché de Key West en Floride à La Havane à Cuba, où il arrive le 25 janvier.
La publication, le 9 février 1898, par le New York Journal d’une lettre privée de l’ambassadeur espagnol à Washington, D.C., Enrique Dupuy de Lôme, dérobée par un espion des insurgés, fit grand bruit puisque dans cette missive, l’auteur décrivait le président William McKinley comme « un faible recherchant l’admiration des foules ».

### Explosion de l'USS Maine
Six jours plus tard, dans la soirée du 15 février 1898, le cuirassé américain USS Maine explosait dans la rade de la Havane, la cause étant indéterminée.
Le New York Journal « révéla » à l'aide d'illustrations « extrêmement détaillées » comment les Espagnols avaient fait exploser le bateau, et il réclama des représailles massives. Des hommes d'affaires voulant investir à Cuba soutinrent cette campagne de presse. L’opinion publique fut atteinte, suivant l’expression d’un diplomate européen, « d’une sorte de furie belliqueuse ». Des manifestations brûlaient des Espagnols en effigie dans les rues, et un enthousiasme guerrier déferla d’un bout à l’autre du pays. Devant l’inaction du gouvernement, on commença à siffler McKinley dans les rues et dans les théâtres.
Devant la montée de cette marée de bellicisme, les avocats de la paix commencèrent à faiblir. Le Chicago Times Herald écrivit le 9 mars 1898 : « L’intervention à Cuba est maintenant inévitable. Nos conditions politiques internes ne permettent pas de la repousser. » D’autres journaux emboîtèrent le pas. Le 19, un sénateur républicain du Vermont, le modéré et respecté Redfield Proctor, déclara devant le Sénat qu’un récent voyage à Cuba l’avait convaincu du bien-fondé d’une intervention. De nombreux hommes d’affaires, des organismes économiques et divers groupes religieux qui s’étaient montrés modérés commencèrent à changer d’avis. De nombreux dirigeants politiques décidèrent qu’il n’était désormais plus raisonnable de s’opposer à la demande générale en faveur de la guerre. Chez les démocrates, par exemple, Bryan, qui avait manifesté jusque-là beaucoup de prudence, se prononça à la fin de mars pour l’intervention. De leur côté, de nombreux républicains firent pression sur le gouvernement, qu’ils menacèrent de ne plus soutenir s’il ne tenait pas davantage compte de la volonté populaire.

### Tentative de solution diplomatique
Devant une telle fièvre guerrière, McKinley, qui était personnellement désireux d’éviter la guerre, demanda le 27 mars 1898 à l’Espagne de conclure un armistice avec les révoltés, de supprimer la politique des camps de concentration et d’accepter une médiation américaine. En fait, il s’arrangea pour faire savoir à l’Espagne qu’il désirait que Cuba obtînt son indépendance. Le gouvernement espagnol de la régente Marie-Christine accepta tout sauf la promesse d’indépendance. Comme le remarque Ernest May (en), en refusant la plus importante des exigences américaines, l’Espagne acceptait l’éventualité d’une guerre avec les États-Unis.

### Victoire du parti de la guerre
Aux États-Unis, le parti de la guerre, qui continuait de s’organiser, renforça sa pression sur le président, qui ne voulait pas laisser aux démocrates, cette année étant électorale, le privilège de défendre l’indépendance de Cuba. Il redoutait aussi une initiative du Congrès qui le mettrait dans l’embarras. En dépit des concessions de l’Espagne, McKinley proposa au Congrès, le 11 avril 1898, une intervention. Le 19, il déclara que Cuba devait être libre et autorisa l’usage de la force pour libérer l’île. Un amendement précisa que les États-Unis n’annexeraient pas l’île. L’Espagne chercha désespérément l’appui des autres puissances européennes mais sans succès. Certes, la cause n’était guère attirante, mais les pays d’Europe se souciaient surtout de ne pas se brouiller avec les États-Unis, avec toutes les conséquences économiques et financières que cela pouvait entraîner. Abandonnée de tous, l’Espagne n’eut pas d’autre solution que de déclarer la guerre aux États-Unis le 24 avril 1898, l’US Navy ayant de son côté déjà établi le blocus de l’île dès le 21.

### Partisans et adversaires du conflit
La plupart des historiens considèrent que la guerre n’a pas éclaté sous la pression des milieux économiques. À part quelques propriétaires qui avaient eu leurs biens dévastés dans l’île, les armateurs engagés dans le commerce avec Cuba et quelques individus désirant obtenir des contrats du gouvernement, on ne peut pas parler réellement de pressions concrètes des milieux économiques sur le gouvernement pour une intervention à Cuba en 1898.
Au contraire, le monde des affaires s’efforça durant trois ans de résister à toutes les pressions. Julius W. Pratt (en), au terme d’une étude minutieuse des journaux économiques et financiers, des procès-verbaux des Chambres de commerce et des pétitions envoyées au département d'État, conclut que les milieux économiques, bancaires, industriels et commerciaux, tout particulièrement dans l’Est, étaient violemment hostiles à la guerre à la fin de 1897 et au début de 1898. La reprise des affaires, qui datait de 1893, avait connu deux rechutes, une première fois en 1895 et une nouvelle fois au moment de la campagne en faveur de la frappe libre de l’argent en 1896. En 1897, la situation économique se rétablit à nouveau, le commerce extérieur était en progrès, et les industriels, les commerçants, les financiers étaient optimistes. En politique intérieure, la grande lutte électorale de 1896 avait abouti au triomphe du grand capitalisme. Une guerre ne risquait-elle pas de venir jeter le trouble ? Elle « mettra en péril la marche de la prospérité », écrit le New Jersey Trade Review. Le chef de l’organisation électorale du parti républicain, Mark Hanna, porte-parole au Sénat des milieux d’affaires, estimait que la guerre serait nuisible « pour la politique économique intérieure ». Le Wall Street Journal, en décembre 1897 et février 1898, souhaitait que la question de Cuba reçût une solution pacifique. Ainsi, Roosevelt, qui était très favorable à la guerre, écrivait-il le 5 avril 1898 à Robert Bacon : « Ici, à Washington, nous avons l’impression que tous ceux qui ont un lien quelconque avec les intérêts du big business sont prêts à aller au-devant de n’importe quelle infamie afin de conserver la paix et d’éviter que les affaires ne soient perturbées ».
Pour l’historien américain Walter LaFeber (en), au contraire, « la communauté économique américaine n’était pas aussi monolithique dans son opposition à la guerre ». Elle aurait même été déjà fortement préoccupée par la recherche de nouveaux marchés, notamment depuis la dépression de 1893. Pour LaFeber, ce n’est pas l’influence du Congrès ou celle des journalistes à sensation qui expliquent le durcissement de l’attitude de McKinley à partir du 10 avril mais l’évolution in extremis de nombreux hommes d’affaires en faveur d’une politique belliciste. McKinley ne désirait pas la guerre et avait même tenté de l’éviter, mais il voulait aussi ce que seule une guerre pouvait obtenir : l’indépendance de Cuba et, en même temps, la disparition de l’incertitude qui pesait sur la vie politique et économique du pays. Quoi qu’il en soit, devant la rapidité des succès militaires, les réserves exprimées par les industriels s’évanouirent. D’abord, on se rendit compte que la guerre pourrait être courte et faciliterait la reprise économique. Ensuite, le triomphe de l’amiral George Dewey à Manille offrait, avec la possibilité d’un point d’appui en Extrême-Orient, le moyen de contrecarrer les avantages que l’Empire russe, l'Empire allemand, l'Empire britannique et l'Empire colonial français avaient récemment gagnés avec l’obtention de territoires à bail en Chine.
Toutefois, même si McKinley ne s’était décidé à devenir intransigeant que lorsqu’il avait eu la certitude d’obtenir l’appui d’un certain nombre d’hommes d’affaires, il ne faut pas oublier qu’il était soumis à une énorme pression de la part de l’opinion publique. Devant la montée du sentiment belliciste, McKinley craignit de provoquer une scission dans le parti républicain et de ruiner ses chances de réélection en 1900 s’il continuait de s’opposer à la guerre. Les milieux d’affaires s’étaient en fait ralliés à l’idée d’une politique expansionniste qui avait été prêchée par d’autres depuis longtemps, mais ils n’en avaient pas été les promoteurs.
Ernest Richard May (en), dans son livre Imperial Democracy: Emergence of America as a Great Power, parue en 1961, propose une explication d’ordre psychologique à l'origine de la vague de fond belliciste. Les États-Unis étaient dans une situation d’inquiétude. Ce pays, jusque-là largement protestant et anglais à l’économie rurale, avait vu en peu de temps le nombre de catholiques s’accroître ainsi que l’industrialisation et l’urbanisation triompher. Un malaise s’empara de la population de vieille souche. Cette inquiétude latente fut brusquement avivée par la panique de 1893. Ne s’est-il pas produit une sorte de transfert irrationnel de ces anxiétés et de ces angoisses sur les Cubains souffrant eux aussi ? Pour le peuple comme pour le gouvernement américain, la guerre avec l’empire espagnol monarchique, catholique, latin, n’avait peut-être pas d’autre but que de porter remède à leurs propres inquiétudes. En tous cas, jamais peut-être la nation ne connut pareille unanimité.
Il y eut toutefois plus de pressions véritables et sincères incitant à la guerre. Confrontés à la défaite et un manque d'argent et de ressources pour continuer à combattre l'occupation espagnole, les révolutionnaires cubains et leur futur président, Tomás Estrada Palma, déposèrent secrètement 150 millions de dollars américains, l'équivalent de plus de 6 milliards de dollars en 2012, dans une banque américaine pour acheter l'indépendance de Cuba, ce que l'Espagne refusa. Il négocia alors adroitement et fit la propagande de sa cause auprès du Congrès américain, éventuellement en garantissant de payer la facture d'une intervention américaine.
L'US Navy s'était alors considérablement développée mais n'avait pas encore eu l'occasion d'être testée, et plusieurs vieux « chiens de guerre » étaient enthousiastes à l'idée de tester et d'utiliser leurs nouveaux outils. La marine avait conçu des plans pour attaquer les Espagnols dans les Philippines plus d'un an avant le début des hostilités. La fin de la conquête de l'Ouest et du conflit à grande échelle avec les Amérindiens laissait inoccupée l'armée, et les états-majors espéraient qu'une nouvelle tâche leur incomberait bientôt. Depuis des temps fort anciens, certains Américains avaient pensé que Cuba leur revenait de droit. La théorie de la destinée manifeste faisait de l'île, aux portes des côtes de la Floride, une candidate toute désignée pour l'expansion américaine. La plupart de l'économie de Cuba était déjà dans les mains des Américains, et la plupart de son commerce, dont une bonne partie était clandestine, s'effectuait avec les États-Unis.
Quelques dirigeants économiques incitèrent aussi au conflit. Selon les propres mots du sénateur du Nebraska John M. Thurson (en) : « La guerre avec l'Espagne pourrait accroître le commerce et les revenus de chaque compagnie de chemin de fer américaine ; cela pourrait accroître la production de chaque usine américaine ; cela pourrait stimuler chaque branche de l'industrie et du commerce domestique ».

### L'Espagne pense pouvoir gagner
En Espagne, le gouvernement n'était pas totalement en défaveur de la guerre. Les États-Unis n'étaient pas encore une puissance avérée, et la Marine espagnole, quoique décrépite, avait un passé glorieux, ce qui pouvait justifier le défi lancé aux États-Unis. Il existait également une notion largement répandue auprès des dirigeants aristocratiques espagnols que l'US Army et l'US Navy, empreintes d'une mixité ethnique certaine, ne pourraient jamais survivre à d'aussi fortes pressions.

## Puissance militaire des belligérants

### Espagne
Les Cortes, malgré les conflits incessants dans ce qui reste de l'Empire espagnol, s'étaient refusés à modifier une loi de 1882 sur le recrutement de l'armée qui n'appliquait que très incorrectement le système du service militaire obligatoire, bien que nombreux fussent ceux qui se faisaient exempter. Le vieux fusil Remington était en cours de remplacement par le Mauser espagnol Mle 1893 d'un calibre 7mm Mauser d'excellente facture et quelque 80 000 exemplaires furent expédiés à Cuba et aux Philippines.
L'armée de terre espagnole disposait dans la métropole de 56 régiments d'infanterie (d'un effectif de 804 hommes en temps de guerre), 56 cadres de régiments de réserve, 20 bataillons de chasseurs (964 hommes en temps de guerre), 10 cadres de bataillons de réserve, 28 régiments de cavalerie de 450 à 510 hommes, 13 régiments d'artillerie de campagne à 24 pièces, 1 régiment léger, 3 régiments d'artillerie de montagne (soit 68 batteries et 408 pièces) et 9 bataillons d'artillerie de forteresse.
Avec les forces du génie militaire, les services et les troupes régionales dans les Baléares, aux îles Canaries et au Maroc espagnol, l'effectif théorique au 1er juillet 1897 était de 100 140 hommes.

### États-Unis

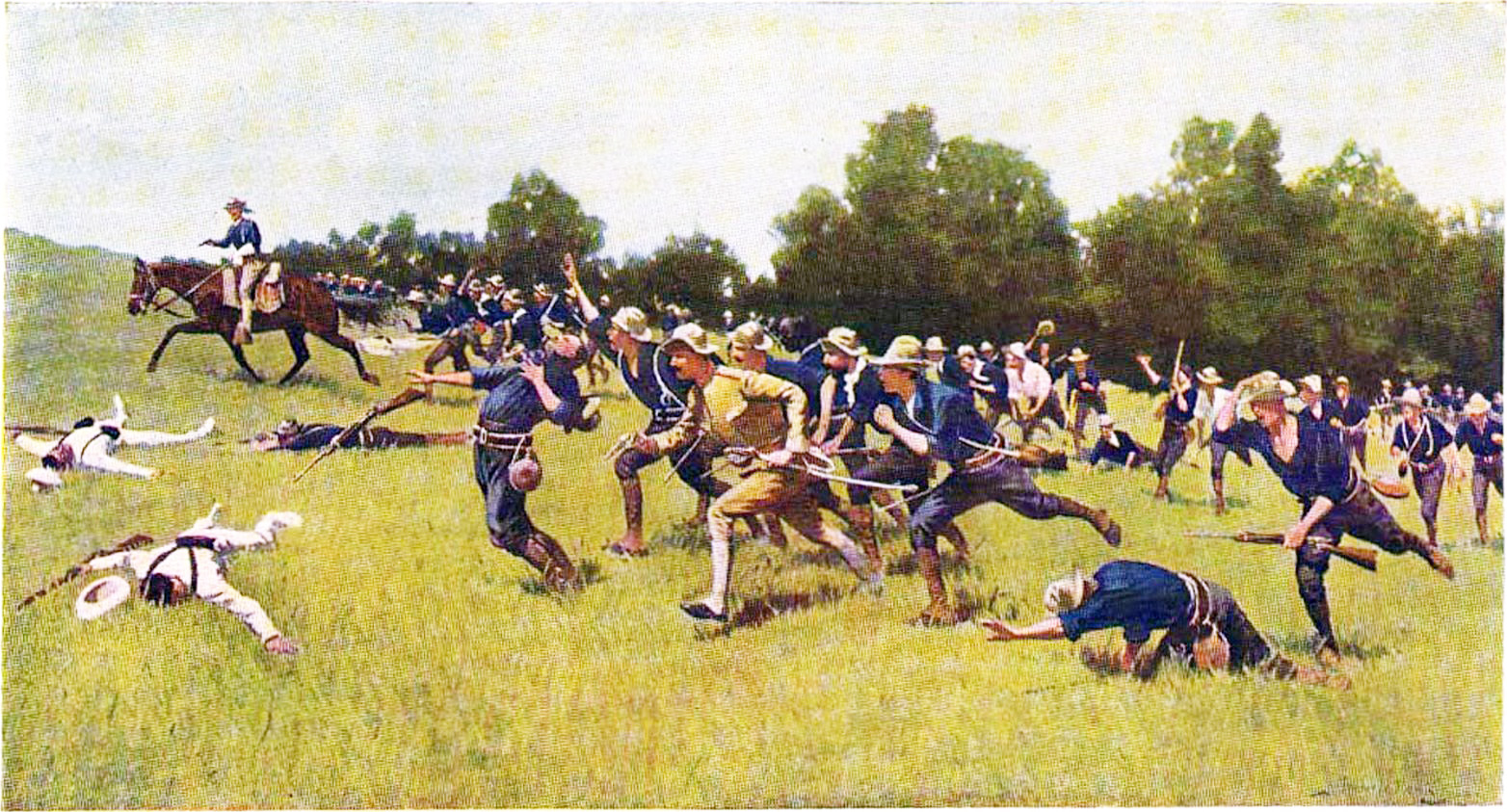
Les Rough Riders à San Juan (Frederic Remington).

L'US Army était composée d'un petit noyau de troupes professionnelles et devait compter sur la levée de milices et de volontaires en nombre, issus en partie de l'Army National Guard, pour former des unités destinées à Cuba et aux Philippines, dont la plus célèbre était les Rough Riders.

## Guerre

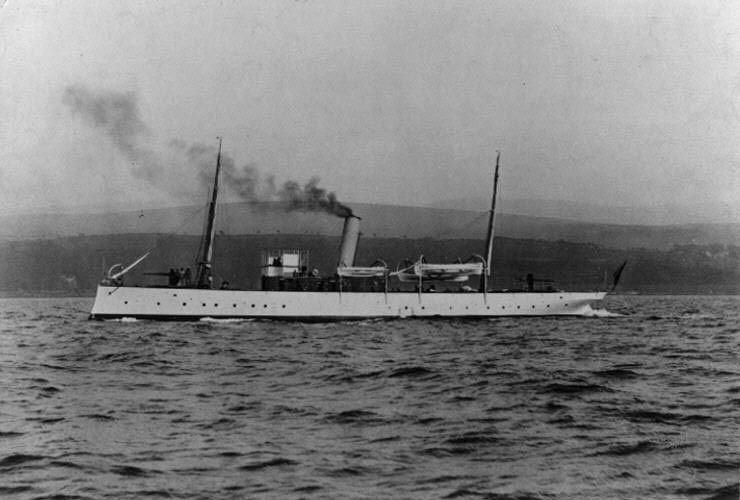
Canonnière espagnole Pizarro, coulée au large de Cuba.

Le 15 février 1898, une explosion eut lieu à bord du navire de guerre de l'US Navy USS Maine, qui était ancré dans le port de La Havane et coula rapidement, entraînant la mort de 266 hommes. Les preuves quant à la cause de l'explosion étaient peu concluantes et contradictoires, mais la presse américaine, menée par deux journaux new-yorkais, proclama que c'était certainement un ignoble acte de sabotage commis par les Espagnols. La presse poussa le public à réclamer la guerre avec ce slogan : « Rappelez-vous le Maine ! L'Espagne en enfer ! ». Ce sentiment chauvin et belliciste prit le nom de jingoïsme, expression inventée au Royaume-Uni en 1878. Grâce aux avancées scientifiques modernes, on s'accorde pour dire que cette explosion fut causée par une combustion spontanée physique de magasins de poudre, qui étaient trop près de sources de chaleur, mais cette version est contestée par des historiens qui doutent que celle-ci n'ait pas été détectée et préfèrent croire à un sabotage ou à une manœuvre destinée à rallier l'opinion publique. Une expédition de plongée sur l'épave par la National Geographic Society, suivie de modélisations informatiques menées par la société Advanced Marine Enterprises, accrédita la thèse d'une explosion interne, un feu couvant dans les stocks de charbon ayant provoqué une explosion des munitions par conduction. Cependant, l'enquête menée en 1898 conclut que les dommages de la coque inférieure semblent plus vraisemblablement s'expliquer par l'action d'une mine externe.
Poussée par l'opinion publique, la guerre est finalement déclarée le 25 avril 1898 par le Congrès des États-Unis, par 42 voix pour et 35 contre au Sénat, et 310 voix pour et 6 contre à la Chambre des représentants.
La lutte entre l’Espagne et les États-Unis était inégale. Certes, sur le papier, l’Espagne pouvait paraître puissante : 200 000 soldats à Cuba et une flotte de croiseurs cuirassés et de torpilleurs supérieure en nombre à l’US Navy. Cependant, les navires de guerre de celle-ci étaient beaucoup plus récents et mieux entraînés. L'Espagne n’opposa en fait qu’une faible résistance, et les opérations militaires furent assez courtes. Elle semble avoir placé ses espoirs dans une aide extérieure, une intervention européenne, qui ne se produisit pas.
La plus populaire de toutes les guerres américaines, la « splendid little war », selon l’expression de John Hay, s’organise aux États-Unis dans la pire confusion. L’US Army ne comptant que 28 183 hommes, on fit appel à des volontaires qui ne recevaient que des fusils démodés et manquaient de tentes et de couvertures. N’ayant pas d’uniformes d’été, ils partirent pour les tropiques avec le lourd uniforme bleu en laine.

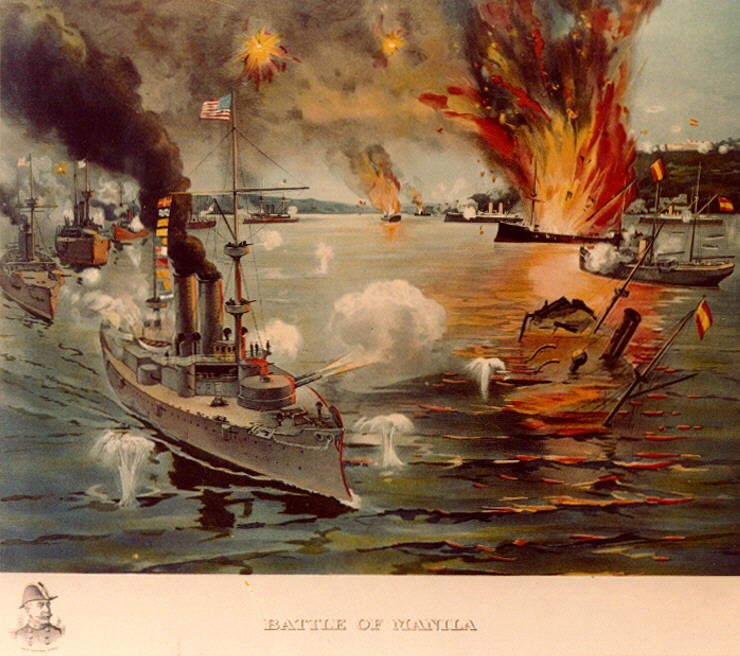
La bataille de Manille, en vignette, le visage du commodore Dewey.

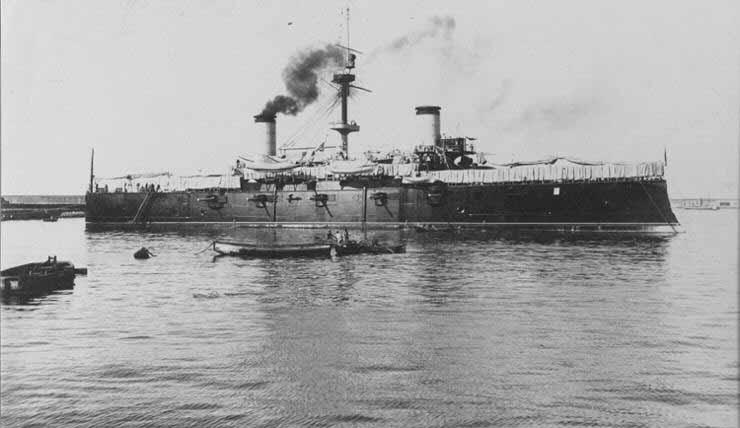
Croiseur espagnol Cristobal Colon, coulé aux Philippines.

### Combat naval aux Philippines
Les premiers combats se déroulèrent non à Cuba mais aux Philippines, également possessions espagnoles. L’escadre américaine du Pacifique composée de sept navires de guerre, commandée par le commodore George Dewey, envoya par le fond ou captura, à l’aube du 1er mai 1898, la flotte espagnole de huit navires de l’amiral Patricio Montojo en perdant un seul homme (d'une crise cardiaque) au cours de la bataille de la baie de Manille (ou bataille de Cavite) dans la baie de Manille.

### Débarquement à Cuba
À Cuba même, un corps expéditionnaire de 17 000 hommes débarqua le 20 juin 1898. Parmi eux, il y avait une unité de volontaires, le régiment de cavalerie des Rough Riders, commandés en titre par le colonel Leonard Wood et en fait par le lieutenant-colonel Theodore Roosevelt, qui avait démissionné de son poste d’adjoint au Secrétaire à la Marine le 7 mai 1898 pour se joindre à l’expédition.
L’armée espagnole ne sut pas profiter de sa supériorité numérique, n’ayant que 13 000 hommes sur les lieux du débarquement et étant très mal organisée pour le transport de ses troupes. Dans les combats qui se déroulèrent pour la prise des hauteurs des collines San Juan, près de Santiago de Cuba, Roosevelt établit sa réputation de soldat téméraire et de héros. Ces combats furent d’ailleurs durs et sanglants, et les Américains, mal commandés et manquant de renforts, de nourriture et de munitions, étaient « au bord d’un désastre militaire », selon l’avis même de Roosevelt, mais ils remportèrent une bataille décisive pour le contrôle de l'île.

### Bataille navale de Santiago de Cuba
C’est encore sur mer que se joua le sort des armes : la flotte américaine coula en quelques heures les navires espagnols de l’amiral Cervera qui tentaient de sortir du port de Santiago de Cuba le 13 juillet. Privées de tout appui naval, les forces espagnoles de Cuba capitulèrent le 17 juillet. Porto Rico fut occupé sans résistance le 25 juillet par un contingent de 500 hommes.
Finalement, pendant cette guerre de dix semaines, les forces américaines ont perdu 5 462 hommes dont seulement 379 sur les champs de bataille, et les forces espagnoles déploraient la perte de deux généraux, 581 officiers et de 55 078 soldats et marins.
Le 12 août 1898, l’Espagne accepta un traité de paix préliminaire mettant fin aux hostilités à Cuba. Le lendemain, Manille tomba aux mains des Américains aidés par les insurgés philippins. Le traité de Paris, signé le 10 décembre 1898, mit un terme officiel à la guerre.

## Conséquences

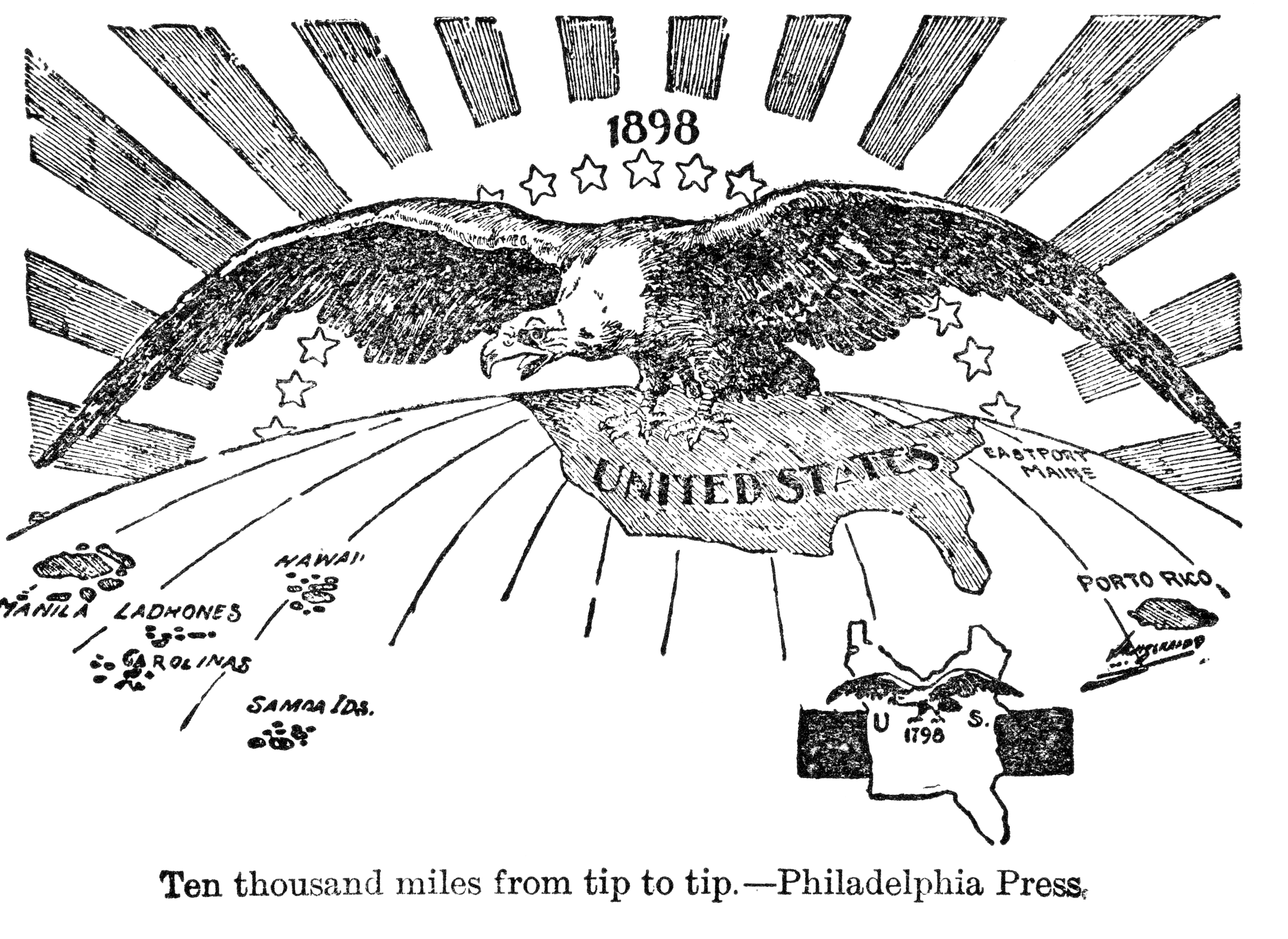
Ten Thousand Miles From Tip to Tip (« 10000 miles d'une extrémité à l'autre ») - des Philippines à Porto Rico.

Avec le traité de Paris, l'Espagne reconnaissait l'indépendance de Cuba, tout en cédant les Philippines, Porto Rico et Guam aux États-Unis, en échange d'un versement de vingt millions de dollars américains, tout ceci marquant le début de l'expansion outre-mer des États-Unis.
La guerre de 1898 a constitué incontestablement un tournant dans l’histoire américaine. Les États-Unis prenaient place dans le cercle étroit des grandes puissances coloniales de la planète. Le 2 juin 1898, le Washington Post publiait un éditorial resté célèbre : « Une prise de conscience nouvelle semble entrer en nous — un sentiment de force accompagné d’un nouvel appétit, le vif désir de montrer notre force […] Ambition, intérêt, soif de conquêtes territoriales, fierté, pur plaisir de se battre, quelque nom qu’on lui donne, nous sommes animés d’une sensation nouvelle. Nous voilà confrontés à une étrange destinée. Le goût de l’Empire est sur nos lèvres, semblable au goût du sang dans la jungle ».
Désormais, les Américains ne désiraient plus se contenter de ne s’occuper que de leurs affaires intérieures. Les États-Unis avaient établi leur suprématie sur les Caraïbes et étendu leur influence jusqu'aux rivages de l’Asie. Ils étaient devenus une puissance mondiale par la manifestation de leur force et celle-ci allait dorénavant affecter la politique internationale de toutes les grandes puissances. L'historien Howard Zinn écrit : « Désormais, le goût de l'empire possédait aussi bien les politiciens que les milieux d'affaires à travers tout le pays. Le racisme, le paternalisme, et les questions de profit se mêlaient aux discours sur la destinée de la civilisation ».
En Espagne, la défaite (le « désastre de 98 ») ébranle profondément l'opinion et déclenche un sentiment de frustration et de pessimisme généralisé dans la société. La débâcle donne lieu à l'émergence du régénérationnisme, courant idéologique hétérogène qui mène une réflexion sur la nation espagnole et essaie de remédier à la décadence de l'Espagne.

### Filmographie
- 1898 :
  - La Guerre de Cuba et l'Explosion du Maine à La Havane, film français de Georges Méliès ;
  - Tearing Down the Spanish Flag, fausse actualité américaine de James Stuart Blackton ;
  - The Defense of the Flag réalisé par les studios American Mutoscope Company ;
  - Battle of Santiago Bay de James Stuart Blackton  ;
  - Battle of San Juan Hill de James Henry White ;
- 1899 : 
  - Charge of the Rough Riders at El Caney de Siegmund Lubin ;
  - Battle of San Juan Hill de Siegmund Lubin ;
- 1913 :  A Flag of Two Wars, film américain de Fred Huntley ;
- 1916 : A Message to Garcia de Richard Ridgely ;
- 1917 : Shame de John W. Noble ;
- 1918 : Why America Will Win de Richard Stanton ;
- 1919 : The Fighting Roosevelts de William Nigh ;
- 1923 :  
  - Masters of Men de David Smith ; 
  - Le Châle aux fleurs de sang de John S. Robertson ;
- 1926 : Across the Pacific de Roy Del Ruth ;
- 1927 : The Rough Riders de Victor Fleming :
- 1929 : El héroe de Cascorro d’Emilio Bautista ;
- 1936 : 
  - End of the Trail d’Erle C. Kenton ; 
  - Message à Garcia, film américain de George Marshall ;
- 1937 : Texas Trail de Dave Selman ;
- 1938 : Yellow Jack de George B. Seitz ;
- 1945 : Bambú de José Luis Saenz de Heredia ;
- 1946 : Héroes del 95 de Raúl Alfonso ;
- 1953 : No greater Love de William Thiele ;
- 1954 : La rosa blanca d’Emilio Fernández ;
- 1955 : Cavalcade of America, épisode A Message to Garcia de William Thiele ;
- 1956 : Santiago de Gordon Douglas ;
- 1957 : La guerra empieza en Cuba de Manuel Mur Oti ;
- 1958 : El emigrante de Sebastián Almeida ;
- 1959 : Salto a la gloria de León Klimovsky ;
- 1968 : 
  - Lucía de Humberto Solás ;
  - La odisea del général José de Jorge Fraga ;
- 1969 : La Première Charge à la machette de Manuel Octavio Gómez ;
- 1971 : Páginas del diario de José Marti de José Massip ;
- 1976 : La ciudad cremada d’Antoni Riba ;
- 1979 : Elpidio Valdés de Juan Padrón ;
- 1983 : Elpidio Valdés contra dólar y cañón de Juan Padrón ;
- 1987 : Ecos de Tomás Piard ;
- 1993 : La revanche de Jessie Lee de Mario Van Peebles ;
- 1996 : Contra el Aquila y el león de Juan Padrón ;
- 1997 : Rough Riders de John Milius ;
- 1998 : Mambí de Teodoro Ríos et Santiago Ríos ;
- 1999 : Cuba de Pedro Carvajal ;
- 2007 : The Spanish-American War: First Intervention de Phil Tuckett ;
- 2008 : 1898, una isla entre dos imperios : camino al desastre, film documentaire réalisé par Omelio Borroto et Mundo Latino ;
- 2015 : Cuba l'histoire secrète, série.